# Los Villares
Los Villares település Spanyolországban, Jaén tartományban. Los Villares Jaén, Valdepeñas de Jaén, Fuensanta de Martos, Martos, Jamilena és Torredelcampo községekkel határos. Lakosainak száma 6079 fő (2024).

## Népesség
A település népessége az elmúlt években az alábbi módon változott:
| Lakosok száma | 4772 | 5207 | 5431 | 5783 | 5974 | 5936 | 6007 | 6014 | 6120 | 6079 |
|               | 2001 | 2004 | 2007 | 2009 | 2012 | 2014 | 2017 | 2019 | 2022 | 2024 |